# Christian Griepenkerl
Christian Griepenkerl (Oldemburgo, 17 de março de 1839 – Viena, 22 de março de 1916) foi um pintor e professor alemão, mais conhecido por rejeitar o pedido de Adolf Hitler para estudar na Academia de Belas Artes de Viena.

## Biografia
Griepenkerl nasceu em uma das principais famílias de Oldenburgo. Quando jovem, ele seguiu o conselho de seu conterrâneo, o paisagista Ernst Willers, e foi para Viena no final de 1855 para se matricular na escola de arte particular para pinturas monumentais fundada quatro anos antes por Carl Rahl. Rahl permitiu que vários de seus alunos participassem da elaboração e execução de suas pinturas e, assim, moldou seu desenvolvimento artístico individual. A primeira pintura de Griepenkerl – Édipo, Liderado por Antígona – recebeu a aprovação de Rahl, e ele se envolveu posteriormente com Rahl e outros alunos na pintura de afrescos na grande escadaria do Museu de Armas (hoje Heeresgeschichtliches Museum), no Palais Todesco e no palácio da cidade de Simon Sinas. Após a morte de Rahl em 1865, ele continuou e concluiu individualmente as comissões inacabadas do mestre.
Em 1874, Griepenkerl foi nomeado professor na Academia de Belas Artes de Viena, onde, a partir de 1877, dirigiu uma escola especial de pintura histórica. Sua especialidade era a representação alegórica usando temas da mitologia clássica e do retrato. Griepenkerl, portanto, ensinou uma geração inteira de pintores vienenses. Entre seus alunos mais famosos estão Carl Moll (1880–81), Alfred Roller, Jacques Bunimowitsch, Max Kurzweil, Paja Jovanović, Carl Otto Czeschka (1894–99), Richard Gerstl (1898–99), Egon Schiele (1906–08), Anton Faistauer (1906–09), Richard Geiger e Uroš Predić. Suas "visões antiquadas" levaram a repetidos protestos por parte de seus alunos e, mais tarde, até mesmo a retiradas, levando, entre outras coisas, à fundação do Novo Grupo de Arte.
Griepenkerl também se tornou famoso postumamente por ter rejeitado o pedido de Adolf Hitler para treinar na Academia de Belas Artes de Viena. Em 1907, quando Hitler foi provisoriamente admitido para preparar um desenho de amostra, Griepenkerl observou com desaprovação: "Desenho de amostra insatisfatório. Poucas cabeças." E em 1908, seu veredito foi ainda mais claro: "Não admitido."

## Obras

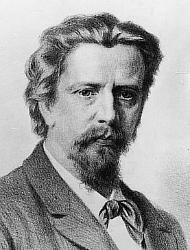
Christian Griepenkerl em 1882

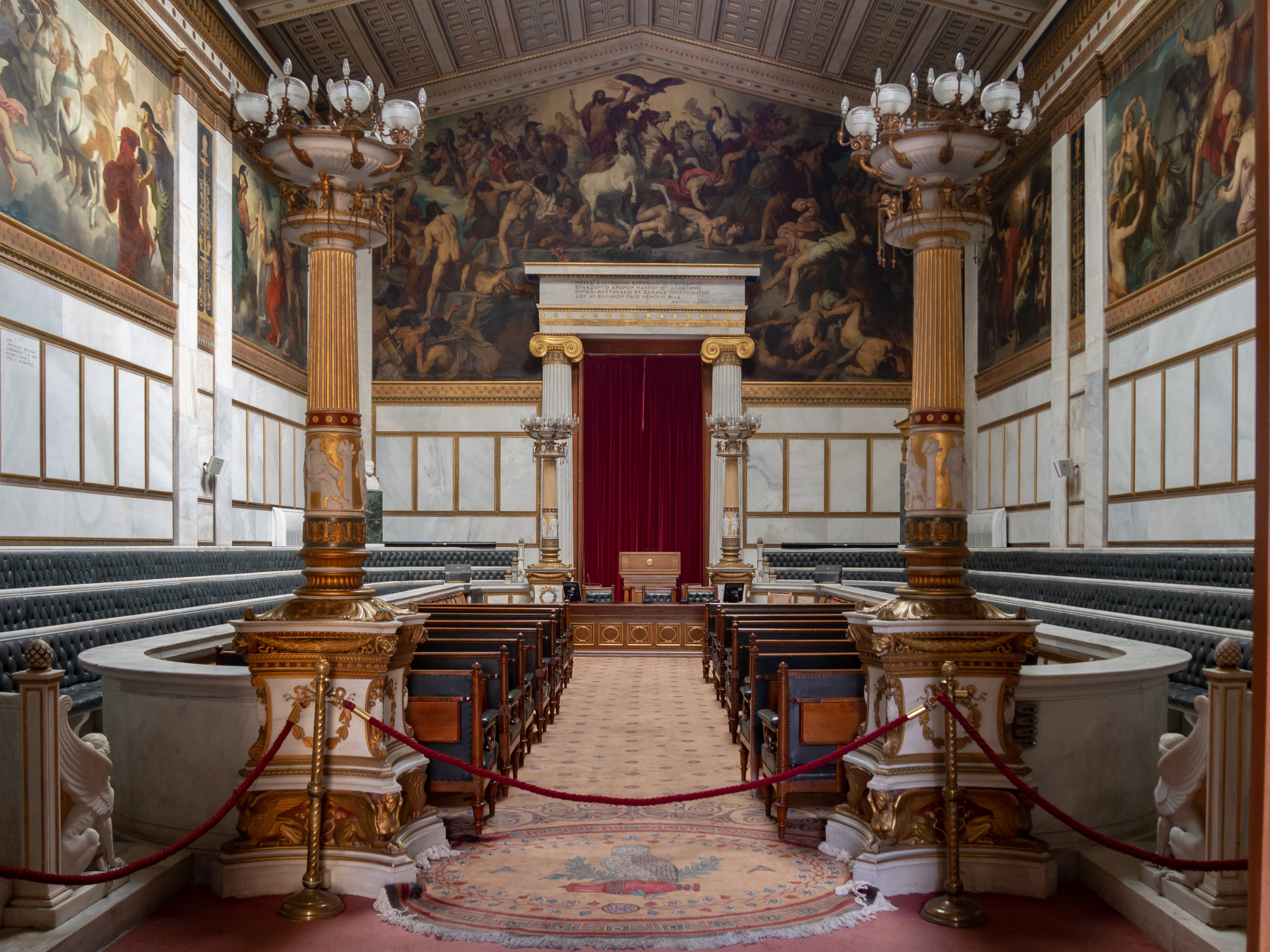
Academia de Ciências de Atenas

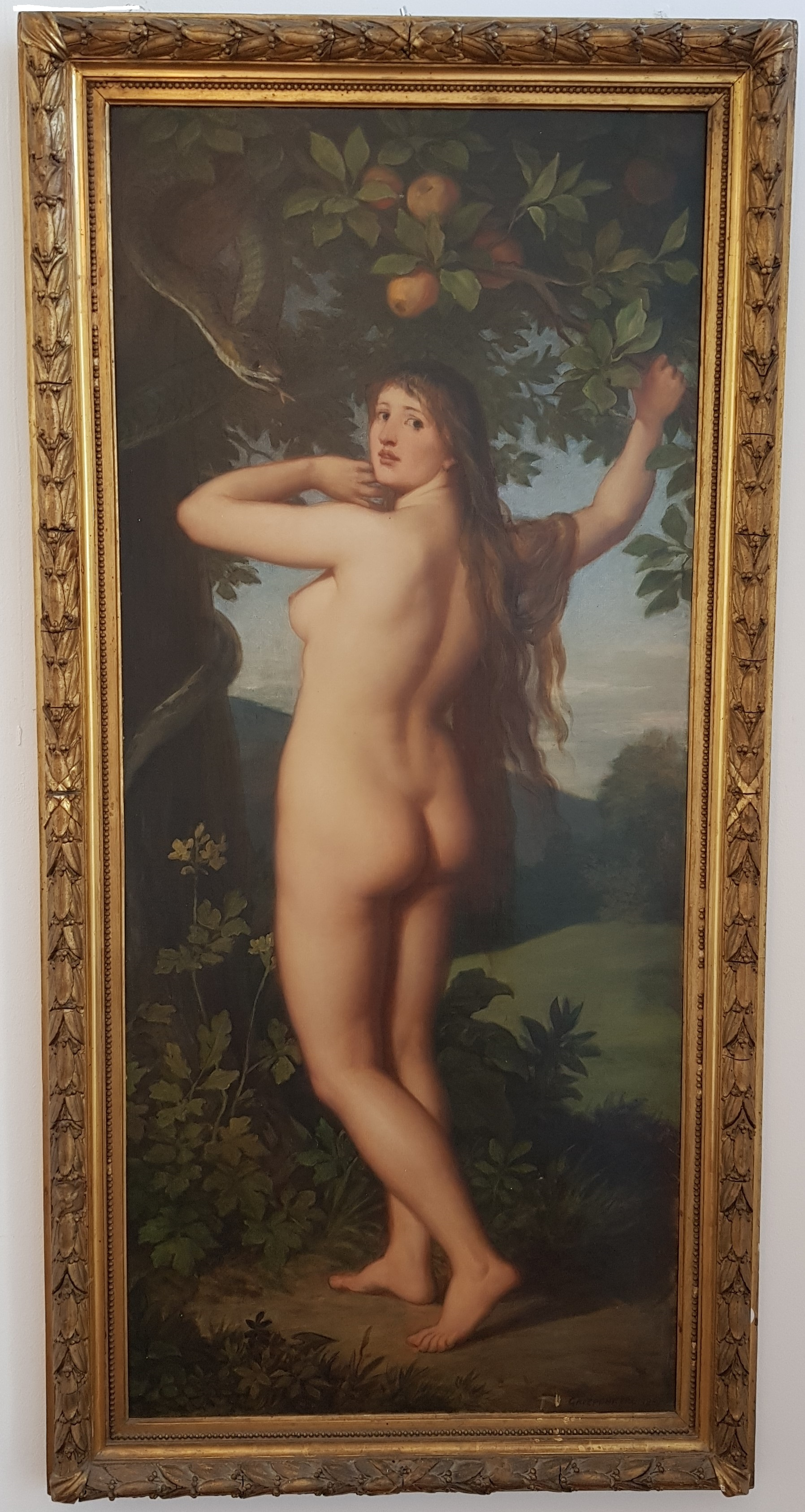
Eva na Árvore do Conhecimento

Uma coleção maior são as composições de Rahl que Griepenkerl realizou com a ajuda de Eduard Bitterlich na nova casa de ópera municipal. Eles trabalharam por quatro anos no teto do auditório e na cortina suspensa da ópera trágica. Foi somente após a morte de Rahl em 1865 que Griepenkerl assumiu suas próprias tarefas monumentais. O arquiteto Hansen o contratou para decorar o Palácio Ephrussi e o Palácio Epstein, Franz Klein contratou Griepenkerl para o castelo de Hornstein e para o palácio de Sina em Veneza. Lá ele fez o afresco do teto Procissão de Casamento de Poseidon, Demônios da Tempestade e Fantasmas Protetores do Mar, que são de forma nobre e muito graciosa, mas têm algumas insuficiências quanto à vestimenta e à iluminação. Da mesma importância são as pinturas murais na mansão da grã-duquesa da Toscana em Gmunden e sua pintura O Casamento de Afrodite e Adônis no refeitório da Mansão Simon, perto de Hietzing.
Griepenkerl também fez as pinturas decorativas a óleo (concluídas em 1878) no hall da escadaria do Augusteum em Oldenburgo, no teto representando a Afrodite Urânia como o ideal de toda a beleza, cercada por quatro temas do mito de Prometeu; e em três paredes (semelhante ao hemiciclo de Paul Delaroche) é retratada uma reunião ideal dos heróis da arte de todos os tempos em sequência histórica.
Foi seguido por um ciclo de pinturas – mais uma vez empregando temas do mito de Prometeu – que se distinguem por um grande conceito de formas e uma composição oscilante, no salão de conferências da nova Academia de Ciências em Atenas.

## Honrarias e prêmios
- 1878: Ordem da Casa e do Mérito de Pedro Frederico Luís (Oldenburgo)
- 1887: Ordem da Coroa de Ferro (Áustria)
- 1912: Túmulo honorário no Cemitério Central de Viena (Zentralfriedhof)
- 1924: a rua Griepenkerlgasse no distrito de Hietzing, Viena, foi nomeada em sua homenagem

## Literatura
- Thieme-Becker Vol. 15, 1922, página 22.
- Griepenkerl, Christian. In: Österreichisches Biographisches Lexikon 1815–1950 (ÖBL). Volume 2, Academia Austríaca de Ciências, Viena 1959, S. 59 f. (Links diretos para S. 59, S. 60).